# Sniper Elite 5
Sniper Elite 5 est un jeu vidéo d'infiltration et de tir tactique à la troisième personne développé et publié par Rebellion Developments. Il s'agit de la suite de Sniper Elite 4 et est sorti le 26 mai 2022 pour Microsoft Windows, PlayStation 4, PlayStation 5, Xbox One et Xbox Series X/S.

## Système de jeu
Semblable à ses prédécesseurs, Sniper Elite 5 est un jeu de tir à la troisième personne. Similaire à Sniper Elite 4, le jeu propose plusieurs grands niveaux, qui offrent aux joueurs diverses opportunités d'infiltration et d'extraction. Lorsque le joueur tue un ennemi à l'aide d'un fusil de sniper à longue distance, le système de caméra de destruction X-Ray s'active, dans lequel la caméra du jeu suit la balle du fusil de sniper à la cible et montre les parties du corps, les os ou les organes brisés ou rompus par la balle. Les armes du jeu peuvent être largement personnalisées. La campagne solo peut être jouée en coopération avec un autre joueur. Le jeu introduit le mode Invasion, qui permet à un troisième joueur de rejoindre une session de jeu et de jouer en tant que tireur d'élite ennemi. Un mode de survie, pouvant accueillir jusqu'à quatre joueurs, est également proposé.

## Trame
Sniper Elite 5 se déroule à la suite des événements de Sniper Elite 4 en 1944, un an avant Sniper Elite V2. Le tireur d'élite du SOE Karl Fairburne est attaché à un bataillon de Rangers de l'armée américaine avant l'opération Overlord pour aider à sécuriser une tête de pont et le village de Colline-Sur-Mer pour donner aux Américains un pied et un point d'atterrissage en France. À l'arrivée dans le village et au rendez-vous avec le contact de la résistance Charlie Barton, le sous-marin américain est détruit et Charlie informe Karl que la plupart des contacts du groupe ont été tués par des unités dirigées par l'Obergruppenführer Abelard Möller après avoir découvert des informations sur son implication dans la coordination de "l'opération Kraken". La collègue de contact Marie Chevalier informe le couple que Möller occupe un château voisin et part enquêter. Après avoir pénétré par effraction et obtenu des informations sur "Kraken" à la fois au château et à une réunion de haut rang se déroulant à la cathédrale de Beaumont-Saint-Denis, Möller prend conscience de l'implication de Fairburne et de sa notoriété antérieure pour perturber des projets nazis de haut niveau.
Au mépris des ordres des Rangers, Fairburne s'infiltre dans une usine de construction de machines de guerre et de placage furtif sous-marin et les détruit pour perturber la production. Charlie le fait passer en contrebande sur une île de la Manche près de Guernesey, où les renseignements de l'usine ont trouvé un prototype de sous-marin construit et préparé pour les tests en utilisant le placage furtif précédemment introduit en contrebande sur l'île avec la coordination des Japonais. Fairburne parvient à détruire le sous-marin, ajoutant de l'embarras au haut commandement nazi, mais conduit Möller à redoubler d'efforts et à poursuivre le projet sans les données de test.
Après le débarquement sur la plage de Normandie, Fairburne se regroupe avec les Rangers dans le cadre d'un débarquement aéroporté en France mais le planeur de l'unité est abattu près du village de Desponts-Sur-Douve. Fairburne parvient à chasser la force d'occupation permettant aux Rangers de récupérer le village avant de partir pour enquêter sur une installation où des tests d'armes supplémentaires sont en cours avec des roquettes V-2. Avec cela et en découvrant une carte des cibles qui incluent plusieurs grandes villes des États-Unis, Fairburne reconstitue rapidement que "Kraken" est censé utiliser les U-boats pour passer derrière les Alliés profondément dans l'océan Atlantique et utiliser les V-2 sur des cibles civiles pour dissuader les efforts de guerre des États-Unis.
Lorsque Möller contacte la base et parle involontairement à Fairburne, il panique en sachant que Fairburne est pleinement conscient du projet et doit se lancer immédiatement avant que les Alliés ne puissent réagir. Fairburne se déploie dans la ville de Saint-Nazaire où l'enclos des sous-marins est maintenu sous la sécurité renforcée de la Kriegsmarine, où il détruit rapidement les sous-marins construits ainsi que plusieurs constructions pour la marine impériale japonaise. Avec le "Kraken" détruit et craignant pour sa vie, Möller se retire dans son château pour dissimuler son implication dans le projet avant de se cacher, mais est assassiné par Fairburne avant de pouvoir s'échapper. Alors que Charlie et Marie célèbrent le succès de la mission, Fairburne réfléchit à son prochain déploiement.

## Développement
En mars 2019, le studio de développement de la série Rebellion Developments a confirmé qu'il avait commencé le développement de Sniper Elite 5. Le jeu a été officiellement annoncé lors des Game Awards 2021. Selon Rebellion, l'équipe a utilisé la photogrammétrie lors de la création des niveaux du jeu. Certains lieux du jeu ont été inspirés par Guernesey. Le jeu est sorti sur Microsoft Windows, PlayStation 4, PlayStation 5, Xbox One et Xbox Series X/S le 26 mai 2022. Les joueurs qui ont précommandé le jeu ont eu un accès à une mission supplémentaire nommée "Target Fuhrer: Wolf Mountain" dans laquelle le joueur doit infiltrer la retraite privée de Hitler dans les Alpes pour l'éliminer lui et ses gardes.

## Accueil
Sniper Elite 5 a reçu des critiques "généralement favorables", selon l'agrégateur de critiques Metacritic,,.   
EGM a qualifié Sniper Elite 5 de "meilleur jeu de la série à ce jour", citant sa conception de niveau complexe, son système de personnalisation d'armes profondes et son gameplay satisfaisant comme ses points forts, tout en prenant un problème mineur avec ses personnages et son histoire sous-développés.
Eurogamer a estimé que le titre était « un vrai grand du genre » et « l'un des jeux les plus divertissants de l'année » en raison de son bacs à sable flexible et de sa représentation interactive imaginative de la Seconde Guerre mondiale.
GameSpot a affirmé que les forces du jeu résidaient dans l'expérience de base du tireur d'élite, l'encouragement à des décisions venant des joueurs, les invasions multijoueurs tendues et le modèle de personnalisation des armes robustes.
Hardcore Gamer a écrit que la variété du jeu, entre sa variation dans la conception visuelle, "certains des meilleurs niveaux de conception de la série" et le mode Axis Invasion, qui a été salué comme "la meilleure chose à propos de Sniper Elite 5" étaient ce qui a été fait de mieux que ses prédécesseurs.
IGN, en revanche, a estimé que le titre ressemblait davantage à "une mise à niveau incrémentielle qu'à une révolution majeure", et a exprimé sa déception face au recyclage des objectifs, ce qui a rendu la campagne du jeu répétitive.
La mission "Spy Academy" a souvent été désignée comme l'une des meilleures missions du jeu,,.   